# Reproterol
Reproterol (łac. reproterolum) – wielofunkcyjny organiczny związek chemiczny będący połączeniem orcyprenaliny i teofiliny. Lek o działaniu sympatykomimetycznym, o krótkim czasie działania, działający selektywnie na receptory adrenergiczne β2. Jest związkiem chiralnym, produkt farmaceutyczny jest mieszaniną racemiczną obu enancjomerów.

## Mechanizm działania
Pirbuterol jest selektywnym β-mimetykiem działającym na receptory β2, którego działanie utrzymuje się do 4 godzin, a maksymalny efekt następuje po 2–3 godzinach od podania.

## Zastosowanie
- skurcz oskrzeli[2]

W 2015 roku żaden produkt leczniczy zawierający reproterol nie był dopuszczony do obrotu w Polsce.

## Działania niepożądane
Reproterol może powodować następujące działania niepożądane:
- drżenie palców oraz dłoni
- kołatanie serca
- ból głowy
- zawroty głowy
- niepokój
- tachykardia
- ból w klatce piersiowej
- przedwczesne skurcze komorowe
- zaburzenia oddawania moczu